# アニー・ローレン・スミス
アニー・ロレーン・スミス（Annie Lorrain Smith、1854年10月23日 – 1937年9月7日）は、イギリスの菌学者である。1921年の著書『地衣類』（"Lichens" :1921）は長い間、基本的なテキストとして評価された。イギリス菌学会の創立者の一人であり、2度に渡って、会長を務めた。

## 略歴
リヴァプールで生まれた。父親はハーフ・モートン教区のスコットランド自由教会の牧師である。兄弟に病理学者のジェームズ・ローレン・スミスらの学者がいる。
エディンバラで学んだ後、フランスやドイツで学び、ガヴァネス（女家庭教師）になった。ロンドンに移り、1888年頃から、植物学を学び始めた。王立科学学院（Royal College of Science）の講義に参加し、D.H.スコット（Dukinfield Henry Scott）の教えを受けた。 大英博物館で職を得たが、公式には女性は雇用されない規則のため、特別予算から賃金が支払われた。イギリスや海外から到着した菌類の同定と報告書を作成した。博物館の隠花植物標本室で働いた。
1904年に規約が改正されて女性の参加が認められたロンドン・リンネ協会でフェローに選ばれた最初の女性の一人である。
1906年にジェームズ・クロンビルが没して、未完になった、『イギリスの地衣類のモノグラフ』（"Monograph of the British Lichens"）の完成をまかされたことによって、地衣類に興味を持ち、研究結果を1921年に『イギリスの地衣類ハンドブック』（"A Handbook of British Lichens" ）に発表した。『地衣類』（"Lichens"）とともに評価が高い著作である。
女性の参政権や権利に関する運動にも参加した。1931年に国から資金をうける市民のリスト（Civil list）に登録され、1934年に大英帝国勲章を受勲した。

## 著作
- Is Pelvetia Canaliculata a Lichen?